# 青杠坡镇
青杠坡镇，是中华人民共和国贵州省铜仁市思南县下辖的一个乡镇级行政单位。

## 行政区划
青杠坡镇下辖以下地区：
大唐社区、老根茶村、楠木王村、喻家嘴村、元知溪村、陇水村、田庄村、茶元村、茶溪村、周家沟村、合同坝村、大井坝村、沙坝场村、石丛桠村、袁家坝村、水田坝村、岩头河村、李家沟村、龙家寨村、养马坨村、四野屯村、侯家坡村、关田村和蒿枝门村。

## 中国传统村落
2013年8月，四野屯村被评为第二批中国传统村落。